# Celler Cooperatiu de l'Espluga de Francolí
El Celler Cooperatiu de l'Espluga de Francolí és un edifici modernista projectat per Lluís Domènech i Montaner i el dugué a terme l'any 1913 el seu fill, també arquitecte, Pere Domènech i Roura. Àngel Guimerà li dedica el sobrenom de «la Catedral del vi».
El celler, un dels primers cellers modernistes de Catalunya, es construí per allotjar també una de les societats cooperatives més antigues de Catalunya, la Cooperativa de l'Espluga, fundada l'any 1902 i promoguda per l'espluguí Josep Maria Rendé i Ventosa (1877-1925).

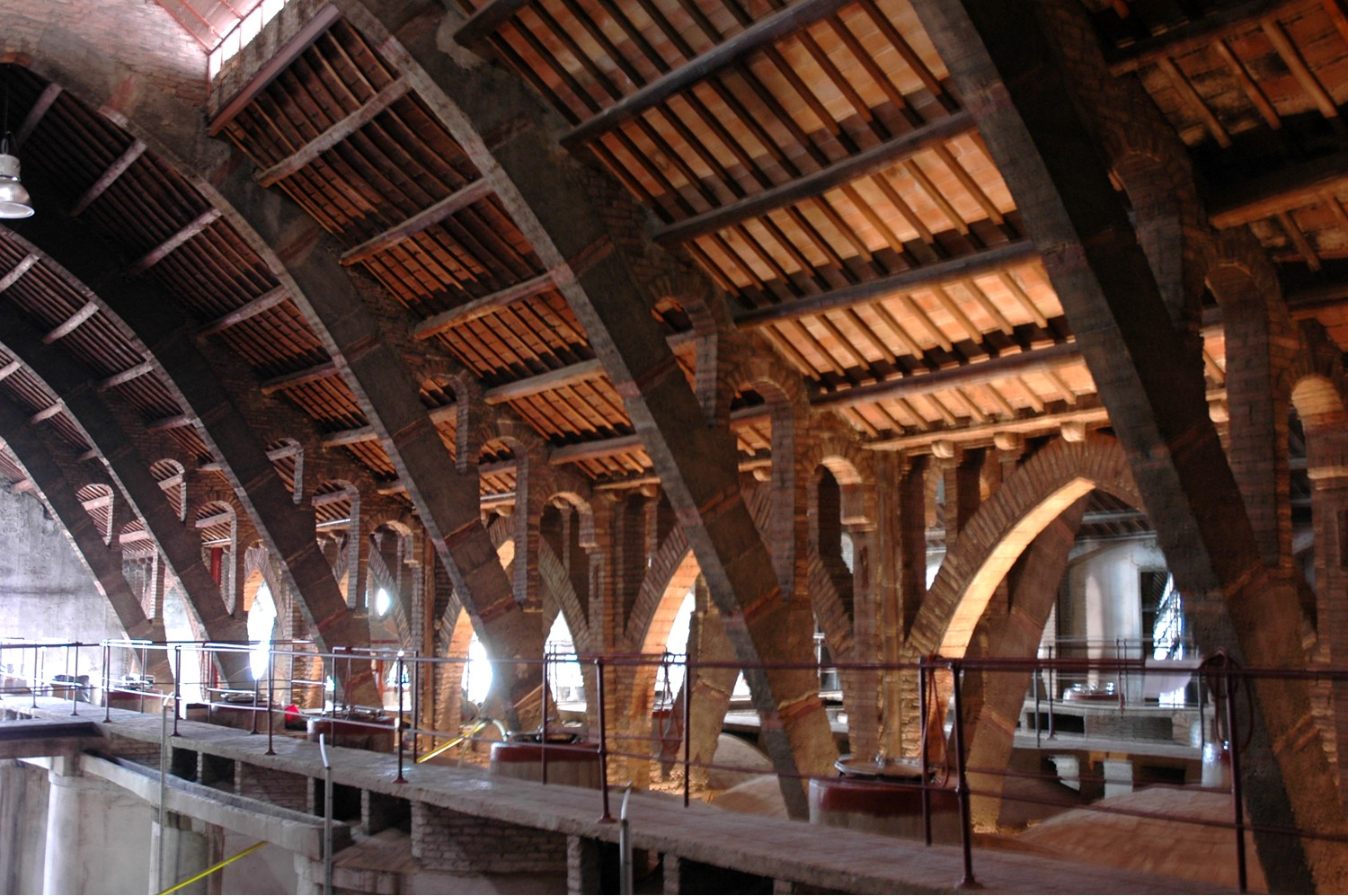
Detall de la separació de les dues naus a l'interior

Consta de tres naus i té una bella decoració exterior, recentment restaurada. L'interior s'ha transformat sense perdre cap dels elements arquitectònics: els contraforts, les columnes i les arcades de l'interior estan disposats de manera que sembla que tinguin més una intenció decorativa que no una utilitat com a elements de suport.
Inicialment el celler tingué dues naus. L'any 1957 Cèsar Martinell i Brunet n'hi afegí una tercera d'idèntica, amb què el celler era conegut com el «celler de baix» o «dels rics», en oposició a un altre de tan sols una nau que els petits propietaris edificaren l'any 1932 no gaire lluny del primer i que era conegut com el «celler de dalt».
També acull el Museu del Vi.